# (33994) Regidufour
(33994) Regidufour est un astéroïde de la ceinture principale.

## Description
(33994) Regidufour est un astéroïde de la ceinture principale. Il fut découvert le 26 juillet 2000 à Needville par l'observatoire de Needville. Il présente une orbite caractérisée par un demi-grand axe de 2,29 UA, une excentricité de 0,04 et une inclinaison de 4,5° par rapport à l'écliptique.

## Compléments